# Otto Schwemann
Otto Schwemann (* 1882; † 20. Jahrhundert) war ein preußischer Verwaltungsjurist und Landrat im Kreis Marienwerder (1920–1927).

## Leben
Schwemann studierte Rechtswissenschaften und begann seinen beruflichen Werdegang im Jahr 1904 als Gerichtsreferendar, dann Regierungsassessor und Hilfsarbeiter in Strasburg in Westpreußen. 1917 wechselte er als Regierungsrat nach Marienwerder und wurde 1920 zum kommissarischen Landrat im Kreis Marienwerder ernannt. 1927 wechselte Schwemann als Oberregierungsrat in die Regierung Minden. 1934 wurde er als kommissarischer Regierungsdirektor der landwirtschaftlichen Abteilung an die Regierung in Schleswig versetzt.